# Eupasiphae serrata
Eupasiphae serrata är en kräftdjursart som först beskrevs av M. J. Rathbun 1902.  Eupasiphae serrata ingår i släktet Eupasiphae och familjen Pasiphaeidae. Inga underarter finns listade i Catalogue of Life.